# Campeonato de Primera División C 1974 (Argentina)
El Campeonato de Primera División C 1974 fue la cuadragésima  temporada del certamen de la tercera categoría del fútbol argentino. Se disputó entre el 9 de marzo y el 1 de diciembre de 1974.
Los nuevos participantes fueron Luján y Villa San Carlos campeón y subcampeón de la Primera Aficionados 1973, respectivamente. No hubo incorporaciones desde la Primera B ya que no hubo descensos la temporada anterior.
El certamen consagró campeón por segunda vez a Sportivo Italiano, que obtuvo el primer ascenso. Por su parte, Sarmiento de Junín obtuvo el segundo ascenso tras finalizar como subcampeón.

## Ascensos y descensos
| Pos. | Ascendidos de la Primera C 1973 |
| ---- | ------------------------------- |
| 1º   | Central Córdoba (R)             |
| 2º   | Dock Sud                        |

| Pos. | Ascendidos de la Primera Aficionados 1973 |
| ---- | ----------------------------------------- |
| 1º   | Luján                                     |
| 2º   | Villa San Carlos                          |

## Formato
Los equipos se enfrentaron bajo el sistema de todos contra todos a 2 ruedas. El equipo con mayor puntaje se consagró campeón y obtuvo el primer ascenso, mientras que el subcampeón obtuvo el segundo ascenso.
No hubo descensos esta temporada.

## Equipos participantes
| Equipo               | Ciudad       | Estadio              |
| -------------------- | ------------ | -------------------- |
| Argentino de Quilmes | Quilmes      | Argentino de Quilmes |
| Argentino de Rosario | Rosario      | José Martín Olaeta   |
| Brown de Adrogué     | Adrogué      | Brown de Adrogué     |
| Central Argentino    | San Martín   | Italia y Moreno      |
| Colegiales           | Munro        | Malaver y Posadas    |
| Defensores Unidos    | Zárate       | Gigante de Villa Fox |
| Deportivo Armenio    | Buenos Aires | No posee             |
| Deportivo Español    | Buenos Aires | No posee             |
| Deportivo Riestra    | Buenos Aires | Riestra y Lacarra    |
| El Porvenir          | Gerli        | Enrique de Roberts   |
| Excursionistas       | Buenos Aires | Pampa y Miñones      |
| Fénix                | Buenos Aires | Concepción Arenal    |
| Ferrocarril Midland  | Libertad     | Ciudad de Libertad   |
| J.J. Urquiza         | Caseros      | Kelsey y Bonifacini  |
| Liniers              | Buenos Aires | No posee             |
| Luján                | Luján        | Municipal de Luján   |
| Sarmiento de Junín   | Junín        | Eva Perón            |
| Sportivo Italiano    | Bella Vista  | No posee             |
| Villa Dálmine        | Campana      | Mitre y Puccini      |
| Villa San Carlos     | Berisso      | Genacio Sálice       |

### Distribución geográfica de los equipos
| Región                                   | Cant. | Equipos |
| ---------------------------------------- | ----- | --- |
| Conurbano bonaerense                     | 8     | Argentino de Quilmes, Brown de Adrogué, Central Argentino, Colegiales, El Porvenir, Ferrocarril Midland, J.J Urquiza y Sportivo Italiano |
| Ciudad de Buenos Aires                   | 6     | Deportivo Armenio, Deportivo Español, Deportivo Riestra, Excursionistas, Fénix y Liniers                                                 |
| Interior de la provincia de Buenos Aires | 5     | Defensores Unidos, Luján, Sarmiento de Junín, Villa Dálmine y Villa San Carlos                                                           |
| Ciudad de Rosario                        | 1     | Argentino (R) |

## Tabla de posiciones
| Pos. | Equipo               | Pts. | PJ | PG | PE | PP | GF | GC | Dif. |
| ---- | -------------------- | ---- | -- | -- | -- | -- | -- | -- | ---- |
| 1.º  | Sportivo Italiano    | 60   | 38 | 25 | 10 | 3  | 75 | 31 | 44   |
| 2.º  | Sarmiento de Junín   | 56   | 38 | 25 | 6  | 7  | 94 | 33 | 61   |
| 3.º  | Villa Dálmine        | 54   | 38 | 23 | 8  | 7  | 75 | 41 | 34   |
| 4.º  | Excursionistas       | 53   | 38 | 22 | 9  | 7  | 76 | 48 | 28   |
| 5.º  | Deportivo Armenio    | 52   | 38 | 22 | 8  | 8  | 69 | 36 | 33   |
| 6.º  | Argentino de Rosario | 50   | 38 | 20 | 10 | 8  | 67 | 48 | 19   |
| 7.º  | Argentino de Quilmes | 46   | 38 | 17 | 12 | 9  | 78 | 52 | 26   |
| 8.º  | Deportivo Español    | 42   | 38 | 14 | 14 | 10 | 56 | 53 | 3    |
| 9.º  | Brown de Adrogué     | 40   | 38 | 16 | 8  | 14 | 59 | 53 | 6    |
| 10.º | Fénix                | 39   | 38 | 16 | 7  | 15 | 61 | 67 | −6   |
| 11.º | El Porvenir          | 35   | 38 | 11 | 13 | 14 | 59 | 65 | −6   |
| 12.º | Liniers              | 29   | 38 | 11 | 7  | 20 | 50 | 61 | −11  |
| 13.º | Luján                | 29   | 38 | 11 | 7  | 20 | 48 | 71 | −23  |
| 14.º | Ferrocarril Midland  | 29   | 38 | 9  | 11 | 18 | 52 | 76 | −24  |
| 15.º | Defensores Unidos    | 28   | 38 | 6  | 16 | 16 | 63 | 79 | −16  |
| 16.º | Central Argentino    | 26   | 38 | 7  | 12 | 19 | 49 | 83 | −34  |
| 17.º | Villa San Carlos     | 24   | 38 | 9  | 6  | 23 | 51 | 84 | −33  |
| 18.º | Deportivo Riestra    | 24   | 38 | 7  | 10 | 21 | 48 | 81 | −33  |
| 19.º | J.J. Urquiza         | 23   | 38 | 8  | 7  | 23 | 44 | 74 | −30  |
| 20.º | Colegiales           | 21   | 38 | 5  | 11 | 22 | 41 | 79 | −38  |

|  | Se consagró campeón y ascendió a la Primera B |
|  | Ascendió a la Primera B como subcampeón       |

## Resultados
| El Porvenir          | 0 - 3 | Deportivo Armenio    | Enrique De Roberts     | 9 de marzo  |
| Argentino de Quilmes | 3 - 3 | Liniers              | Argentino de Quilmes   | 9 de marzo  |
| J.J. Urquiza         | 2 - 1 | Villa Dálmine        | Central Argentino      | 9 de marzo  |
| Deportivo Riestra    | 1 - 1 | Luján                | Lacarra y Barros Pazos | 9 de marzo  |
| Fénix                | 4 - 2 | Ferrocarril Midland  | Pampa y Miñones        | 9 de marzo  |
| Deportivo Español    | 3 - 1 | Excursionistas       | Olavarría y Luna       | 9 de marzo  |
| Villa San Carlos     | 0 - 1 | Sportivo Italiano    | Genacio Sálice         | 9 de marzo  |
| Colegiales           | 0 - 1 | Brown de Adrogué     | Malaver y Posadas      | 9 de marzo  |
| Defensores Unidos    | 4 - 1 | Central Argentino    | Gigante de Villa Fox   | 10 de marzo |
| Sarmiento de Junín   | 4 - 0 | Argentino de Rosario | Eva Perón              | 10 de marzo |

| Colegiales           | 4 - 3 | El Porvenir          | Malaver y Posadas             | 16 de marzo |
| Brown de Adrogué     | 3 - 3 | Sarmiento de Junín   | Brown de Adrogué              | 16 de marzo |
| Argentino de Rosario | 2 - 0 | Defensores Unidos    | José Martín Olaeta            | 16 de marzo |
| Central Argentino    | 2 - 2 | Villa San Carlos     | Central Argentino             | 16 de marzo |
| Sportivo Italiano    | 4 - 1 | Deportivo Español    | Guido y Spano                 | 16 de marzo |
| Excursionistas       | 3 - 2 | Fénix                | Pampa y Miñones               | 16 de marzo |
| Ferrocarril Midland  | 2 - 1 | Deportivo Riestra    | Ciudad de Libertad            | 16 de marzo |
| Luján                | 2 - 1 | J.J. Urquiza         | Municipal de Luján            | 16 de marzo |
| Villa Dálmine        | 0 - 1 | Argentino de Quilmes | El Coliseo de Mitre y Puccini | 16 de marzo |
| Liniers              | 1 - 1 | Deportivo Armenio    | Francisco Urbano              | 16 de marzo |

| El Porvenir          | 0 - 2 | Liniers              | Enrique De Roberts     | 23 de marzo |
| Deportivo Armenio    | 3 - 0 | Villa Dálmine        | Malaver y Posadas      | 23 de marzo |
| Argentino de Quilmes | 3 - 0 | Luján                | Argentino de Quilmes   | 23 de marzo |
| J.J. Urquiza         | 0 - 1 | Ferrocarril Midland  | Central Argentino      | 23 de marzo |
| Deportivo Riestra    | 0 - 2 | Excursionistas       | Lacarra y Barros Pazos | 23 de marzo |
| Fénix                | 2 - 2 | Sportivo Italiano    | Pampa y Miñones        | 23 de marzo |
| Deportivo Español    | 2 - 1 | Central Argentino    | Olavarría y Luna       | 23 de marzo |
| Villa San Carlos     | 1 - 1 | Argentino de Rosario | Genacio Sálice         | 23 de marzo |
| Defensores Unidos    | 1 - 1 | Brown de Adrogué     | Gigante de Villa Fox   | 24 de marzo |
| Sarmiento de Junín   | 3 - 0 | Colegiales           | Eva Perón              | 24 de marzo |

| Sarmiento de Junín   | 1 - 0 | El Porvenir          | Enrique De Roberts            | 30 de marzo |
| Colegiales           | 4 - 4 | Defensores Unidos    | Malaver y Posadas             | 30 de marzo |
| Brown de Adrogué     | 1 - 2 | Villa San Carlos     | Brown de Adrogué              | 30 de marzo |
| Argentino de Rosario | 2 - 0 | Deportivo Español    | José Martín Olaeta            | 30 de marzo |
| Central Argentino    | 0 - 2 | Fénix                | Central Argentino             | 30 de marzo |
| Sportivo Italiano    | 4 - 2 | Deportivo Riestra    | Guido y Spano                 | 30 de marzo |
| Excursionistas       | 2 - 1 | J.J. Urquiza         | Pampa y Miñones               | 30 de marzo |
| Ferrocarril Midland  | 1 - 3 | Argentino de Quilmes | Ciudad de Libertad            | 30 de marzo |
| Luján                | 1 - 1 | Deportivo Armenio    | Municipal de Luján            | 30 de marzo |
| Villa Dálmine        | 2 - 1 | Liniers              | El Coliseo de Mitre y Puccini | 30 de marzo |

| El Porvenir          | 0 - 1 | Villa Dálmine        | Enrique De Roberts     | 6 de abril |
| Liniers              | 1 - 0 | Luján                | Nueva Chicago          | 6 de abril |
| Deportivo Armenio    | 2 - 2 | Ferrocarril Midland  | Malaver y Posadas      | 6 de abril |
| Argentino de Quilmes | 1 - 1 | Excursionistas       | Argentino de Quilmes   | 6 de abril |
| J.J. Urquiza         | 0 - 0 | Sportivo Italiano    | Central Argentino      | 6 de abril |
| Deportivo Riestra    | 1 - 1 | Central Argentino    | Lacarra y Barros Pazos | 6 de abril |
| Fénix                | 1 - 2 | Argentino de Rosario | Pampa y Miñones        | 6 de abril |
| Deportivo Español    | 2 - 1 | Brown de Adrogué     | Olavarría y Luna       | 6 de abril |
| Villa San Carlos     | 4 - 1 | Colegiales           | Genacio Sálice         | 6 de abril |
| Defensores Unidos    | 2 - 1 | Sarmiento de Junín   | Gigante de Villa Fox   | 7 de abril |

| Colegiales           | 1 - 2 | Deportivo Español    | Malaver y Posadas    | 13 de abril |
| Brown de Adrogué     | 1 - 2 | Fénix                | Brown de Adrogué     | 13 de abril |
| Argentino de Rosario | 1 - 1 | Deportivo Riestra    | José Martín Olaeta   | 13 de abril |
| Central Argentino    | 1 - 0 | J.J. Urquiza         | Central Argentino    | 13 de abril |
| Sportivo Italiano    | 1 - 0 | Argentino de Quilmes | Guido y Spano        | 13 de abril |
| Excursionistas       | 2 - 1 | Deportivo Armenio    | Pampa y Miñones      | 13 de abril |
| Ferrocarril Midland  | 2 - 3 | Liniers              | Ciudad de Libertad   | 13 de abril |
| Luján                | 1 - 1 | Villa Dálmine        | Municipal de Luján   | 13 de abril |
| Defensores Unidos    | 3 - 3 | El Porvenir          | Gigante de Villa Fox | 14 de abril |
| Sarmiento de Junín   | 1 - 0 | Villa San Carlos     | Eva Perón            | 14 de abril |

| El Porvenir          | 3 - 3 | Luján                | Enrique De Roberts            | 20 de abril |
| Villa Dálmine        | 1 - 1 | Ferrocarril Midland  | El Coliseo de Mitre y Puccini | 20 de abril |
| Liniers              | 1 - 4 | Excursionistas       | Nueva Chicago                 | 20 de abril |
| Deportivo Armenio    | 0 - 0 | Sportivo Italiano    | Juan Pasquale                 | 20 de abril |
| Argentino de Quilmes | 3 - 2 | Central Argentino    | Argentino de Quilmes          | 20 de abril |
| J.J. Urquiza         | 1 - 4 | Argentino de Rosario | Central Argentino             | 20 de abril |
| Deportivo Riestra    | 0 - 1 | Brown de Adrogué     | Riestra y Lacarra             | 20 de abril |
| Fénix                | 2 - 3 | Colegiales           | Pampa y Miñones               | 20 de abril |
| Deportivo Español    | 2 - 0 | Sarmiento de Junín   | Olavarría y Luna              | 20 de abril |
| Villa San Carlos     | 2 - 0 | Defensores Unidos    | Genacio Sálice                | 20 de abril |

| Villa San Carlos     | 1 - 0 | El Porvenir          | Genacio Sálice       | 27 de abril |
| Colegiales           | 0 - 2 | Deportivo Riestra    | Malaver y Posadas    | 27 de abril |
| Brown de Adrogué     | 2 - 1 | J.J. Urquiza         | Brown de Adrogué     | 27 de abril |
| Argentino de Rosario | 3 - 1 | Argentino de Quilmes | José Martín Olaeta   | 27 de abril |
| Central Argentino    | 1 - 3 | Deportivo Armenio    | Central Argentino    | 27 de abril |
| Sportivo Italiano    | 1 - 0 | Liniers              | Guido y Spano        | 27 de abril |
| Excursionistas       | 1 - 1 | Villa Dálmine        | Pampa y Miñones      | 27 de abril |
| Ferrocarril Midland  | 1 - 0 | Luján                | Ciudad de Libertad   | 27 de abril |
| Defensores Unidos    | 2 - 2 | Deportivo Español    | Gigante de Villa Fox | 28 de abril |
| Sarmiento de Junín   | 3 - 1 | Fénix                | Eva Perón            | 28 de abril |

| El Porvenir          | 2 - 0 | Ferrocarril Midland  | Enrique De Roberts            | 4 de mayo |
| Luján                | 2 - 3 | Excursionistas       | Municipal de Luján            | 4 de mayo |
| Villa Dálmine        | 1 - 1 | Sportivo Italiano    | El Coliseo de Mitre y Puccini | 4 de mayo |
| Liniers              | 1 - 1 | Central Argentino    | Nueva Chicago                 | 4 de mayo |
| Deportivo Armenio    | 1 - 0 | Argentino de Rosario | Juan Pasquale                 | 4 de mayo |
| Argentino de Quilmes | 4 - 0 | Brown de Adrogué     | Argentino de Quilmes          | 4 de mayo |
| J.J. Urquiza         | 2 - 1 | Colegiales           | Central Argentino             | 4 de mayo |
| Deportivo Riestra    | 2 - 1 | Sarmiento de Junín   | Lacarra y Barros Pazos        | 4 de mayo |
| Fénix                | 4 - 1 | Defensores Unidos    | Pampa y Miñones               | 4 de mayo |
| Deportivo Español    | 5 - 2 | Villa San Carlos     | Olavarría y Luna              | 4 de mayo |

| Deportivo Español    | 2 - 2 | El Porvenir          | Olavarría y Luna     | 11 de mayo |
| Villa San Carlos     | 0 - 2 | Fénix                | Genacio Sálice       | 11 de mayo |
| Sarmiento de Junín   | 5 - 0 | J.J. Urquiza         | Eva Perón            | 11 de mayo |
| Colegiales           | 0 - 0 | Argentino de Quilmes | Malaver y Posadas    | 11 de mayo |
| Brown de Adrogué     | 3 - 0 | Deportivo Armenio    | Brown de Adrogué     | 11 de mayo |
| Argentino de Rosario | 2 - 1 | Liniers              | José Martín Olaeta   | 11 de mayo |
| Central Argentino    | 3 - 3 | Villa Dálmine        | Central Argentino    | 11 de mayo |
| Sportivo Italiano    | 3 - 1 | Luján                | Estudiantes (BA)     | 11 de mayo |
| Excursionistas       | 2 - 1 | Ferrocarril Midland  | Pampa y Miñones      | 11 de mayo |
| Defensores Unidos    | 3 - 2 | Deportivo Riestra    | Gigante de Villa Fox | 12 de mayo |

| El Porvenir          | 2 - 2 | Excursionistas       | Enrique De Roberts            | 18 de mayo |
| Ferrocarril Midland  | 1 - 2 | Sportivo Italiano    | Ciudad de Libertad            | 18 de mayo |
| Luján                | 3 - 0 | Central Argentino    | Municipal de Luján            | 18 de mayo |
| Villa Dálmine        | 0 - 0 | Argentino de Rosario | El Coliseo de Mitre y Puccini | 18 de mayo |
| Liniers              | 1 - 2 | Brown de Adrogué     | Nueva Chicago                 | 18 de mayo |
| Deportivo Armenio    | 3 - 2 | Colegiales           | Juan Pasquale                 | 18 de mayo |
| Argentino de Quilmes | 1 - 1 | Sarmiento de Junín   | Argentino de Quilmes          | 18 de mayo |
| J.J. Urquiza         | 1 - 1 | Defensores Unidos    | Central Argentino             | 18 de mayo |
| Deportivo Riestra    | 4 - 1 | Villa San Carlos     | Riestra y Lacarra             | 18 de mayo |
| Fénix                | 3 - 4 | Deportivo Español    | Pampa y Miñones               | 18 de mayo |

| Fénix                | 2 - 2 | El Porvenir          | Pampa y Miñones      | 26 de mayo |
| Deportivo Español    | 3 - 3 | Deportivo Riestra    | Olavarría y Luna     | 26 de mayo |
| Villa San Carlos     | 1 - 0 | J.J. Urquiza         | Genacio Sálice       | 26 de mayo |
| Defensores Unidos    | 1 - 2 | Argentino de Quilmes | Gigante de Villa Fox | 26 de mayo |
| Sarmiento de Junín   | 1 - 1 | Deportivo Armenio    | Eva Perón            | 26 de mayo |
| Colegiales           | 2 - 1 | Liniers              | Malaver y Posadas    | 26 de mayo |
| Brown de Adrogué     | 1 - 2 | Villa Dálmine        | Brown de Adrogué     | 26 de mayo |
| Argentino de Rosario | 3 - 0 | Luján                | José Martín Olaeta   | 26 de mayo |
| Central Argentino    | 5 - 3 | Ferrocarril Midland  | Central Argentino    | 26 de mayo |
| Sportivo Italiano    | 2 - 2 | Excursionistas       | Estudiantes (BA)     | 26 de mayo |

| El Porvenir          | 1 - 1 | Sportivo Italiano    | Enrique De Roberts            | 1 de junio |
| Excursionistas       | 2 - 0 | Central Argentino    | Pampa y Miñones               | 1 de junio |
| Ferrocarril Midland  | 6 - 3 | Argentino de Rosario | Ciudad de Libertad            | 1 de junio |
| Luján                | 0 - 3 | Brown de Adrogué     | Municipal de Luján            | 1 de junio |
| Villa Dálmine        | 4 - 1 | Colegiales           | El Coliseo de Mitre y Puccini | 1 de junio |
| Liniers              | 1 - 3 | Sarmiento de Junín   | Francisco Urbano              | 1 de junio |
| Deportivo Armenio    | 4 - 2 | Defensores Unidos    | Juan Pasquale                 | 1 de junio |
| Argentino de Quilmes | 1 - 0 | Villa San Carlos     | Argentino de Quilmes          | 1 de junio |
| J.J. Urquiza         | 1 - 1 | Deportivo Español    | Central Argentino             | 1 de junio |
| Deportivo Riestra    | 1 - 4 | Fénix                | Lacarra y Barros Pazos        | 1 de junio |

| Deportivo Riestra    | 0 - 0 | El Porvenir          | Lacarra y Barros Pazos | 8 de junio |
| Fénix                | 2 - 1 | J.J. Urquiza         | Pampa y Miñones        | 8 de junio |
| Deportivo Español    | 2 - 1 | Argentino de Quilmes | Olavarría y Luna       | 8 de junio |
| Villa San Carlos     | 0 - 1 | Deportivo Armenio    | Genacio Sálice         | 8 de junio |
| Colegiales           | 3 - 1 | Luján                | Malaver y Posadas      | 8 de junio |
| Brown de Adrogué     | 1 - 1 | Ferrocarril Midland  | Brown de Adrogué       | 8 de junio |
| Argentino de Rosario | 3 - 2 | Excursionistas       | José Martín Olaeta     | 8 de junio |
| Central Argentino    | 0 - 2 | Sportivo Italiano    | Central Argentino      | 8 de junio |
| Defensores Unidos    | 2 - 2 | Liniers              | Gigante de Villa Fox   | 9 de junio |
| Sarmiento de Junín   | 3 - 2 | Villa Dálmine        | Eva Perón              | 9 de junio |

| El Porvenir          | 3 - 0 | Central Argentino    | Enrique De Roberts            | 15 de junio |
| Sportivo Italiano    | 2 - 2 | Argentino de Rosario | Estudiantes (BA)              | 15 de junio |
| Excursionistas       | 2 - 1 | Brown de Adrogué     | Pampa y Miñones               | 15 de junio |
| Ferrocarril Midland  | 0 - 0 | Colegiales           | Ciudad de Libertad            | 15 de junio |
| Luján                | 0 - 0 | Sarmiento de Junín   | Municipal de Luján            | 15 de junio |
| Villa Dálmine        | 1 - 0 | Defensores Unidos    | El Coliseo de Mitre y Puccini | 15 de junio |
| Liniers              | 3 - 3 | Villa San Carlos     | Francisco Urbano              | 15 de junio |
| Deportivo Armenio    | 1 - 0 | Deportivo Español    | Juan Pasquale                 | 15 de junio |
| Argentino de Quilmes | 2 - 3 | Fénix                | Argentino de Quilmes          | 15 de junio |
| J.J. Urquiza         | 5 - 1 | Deportivo Riestra    | Central Argentino             | 15 de junio |

| J.J. Urquiza         | 0 - 0 | El Porvenir          | Central Argentino    | 22 de junio |
| Deportivo Riestra    | 1 - 0 | Argentino de Quilmes | Pampa y Miñones      | 22 de junio |
| Fénix                | 0 - 1 | Deportivo Armenio    | Atlanta              | 22 de junio |
| Deportivo Español    | 1 - 1 | Liniers              | Francisco Urbano     | 22 de junio |
| Villa San Carlos     | 1 - 4 | Villa Dálmine        | Genacio Sálice       | 22 de junio |
| Colegiales           | 1 - 3 | Excursionistas       | Malaver y Posadas    | 22 de junio |
| Brown de Adrogué     | 0 - 2 | Sportivo Italiano    | Brown de Adrogué     | 22 de junio |
| Argentino de Rosario | 4 - 2 | Central Argentino    | José Martín Olaeta   | 22 de junio |
| Defensores Unidos    | 1 - 2 | Luján                | Gigante de Villa Fox | 23 de junio |
| Sarmiento de Junín   | 7 - 1 | Ferrocarril Midland  | Eva Perón            | 23 de junio |

| El Porvenir          | 2 - 1 | Argentino de Rosario | Enrique De Roberts            | 29 de junio |
| Central Argentino    | 1 - 4 | Brown de Adrogué     | Central Argentino             | 29 de junio |
| Sportivo Italiano    | 3 - 2 | Colegiales           | Estudiantes (BA)              | 29 de junio |
| Excursionistas       | 1 - 3 | Sarmiento de Junín   | Pampa y Miñones               | 29 de junio |
| Ferrocarril Midland  | 1 - 1 | Defensores Unidos    | Ciudad de Libertad            | 29 de junio |
| Luján                | 3 - 0 | Villa San Carlos     | Municipal de Luján            | 29 de junio |
| Villa Dálmine        | 3 - 1 | Deportivo Español    | El Coliseo de Mitre y Puccini | 29 de junio |
| Liniers              | 3 - 1 | Fénix                | Nueva Chicago                 | 29 de junio |
| Deportivo Armenio    | 3 - 1 | Deportivo Riestra    | Juan Pasquale                 | 29 de junio |
| Argentino de Quilmes | 5 - 2 | J.J. Urquiza         | Argentino de Quilmes          | 29 de junio |

| Argentino de Quilmes | 5 - 3 | El Porvenir          | Argentino de Quilmes | 13 de julio |
| J.J. Urquiza         | 1 - 2 | Deportivo Armenio    | Central Argentino    | 13 de julio |
| Deportivo Riestra    | 1 - 0 | Liniers              | Pampa y Miñones      | 13 de julio |
| Fénix                | 0 - 5 | Villa Dálmine        | Atlanta              | 13 de julio |
| Deportivo Español    | 1 - 0 | Luján                | Olavarría y Luna     | 13 de julio |
| Villa San Carlos     | 2 - 3 | Ferrocarril Midland  | Genacio Sálice       | 13 de julio |
| Colegiales           | 1 - 1 | Central Argentino    | Malaver y Posadas    | 13 de julio |
| Brown de Adrogué     | 3 - 1 | Argentino de Rosario | Brown de Adrogué     | 13 de julio |
| Defensores Unidos    | 1 - 1 | Excursionistas       | Gigante de Villa Fox | 14 de julio |
| Sarmiento de Junín   | 0 - 1 | Sportivo Italiano    | Eva Perón            | 14 de julio |

| El Porvenir          | 1 - 1 | Brown de Adrogué     | Enrique De Roberts            | 20 de julio |
| Argentino de Rosario | 2 - 0 | Colegiales           | José Martín Olaeta            | 20 de julio |
| Central Argentino    | 0 - 5 | Sarmiento de Junín   | Central Argentino             | 20 de julio |
| Sportivo Italiano    | 2 - 2 | Defensores Unidos    | Atlanta                       | 20 de julio |
| Excursionistas       | 2 - 0 | Villa San Carlos     | Argentino de Quilmes          | 20 de julio |
| Ferrocarril Midland  | 1 - 3 | Deportivo Español    | Ciudad de Libertad            | 20 de julio |
| Luján                | 3 - 0 | Fénix                | Municipal de Luján            | 20 de julio |
| Villa Dálmine        | 3 - 1 | Deportivo Riestra    | El Coliseo de Mitre y Puccini | 20 de julio |
| Liniers              | 4 - 0 | J.J. Urquiza         | Kelsey y Bonifacini           | 20 de julio |
| Deportivo Armenio    | 2 - 2 | Argentino de Quilmes | Juan Pasquale                 | 20 de julio |

| Deportivo Armenio    | 4 - 0 | El Porvenir          | Pampa y Miñones               | 27 de julio |
| Liniers              | 1 - 0 | Argentino de Quilmes | Francisco Urbano              | 27 de julio |
| Villa Dálmine        | 4 - 1 | J.J. Urquiza         | El Coliseo de Mitre y Puccini | 27 de julio |
| Luján                | 1 - 1 | Deportivo Riestra    | Municipal de Luján            | 27 de julio |
| Ferrocarril Midland  | 0 - 1 | Fénix                | Ciudad de Libertad            | 27 de julio |
| Excursionistas       | 1 - 0 | Deportivo Español    | Chacarita Juniors             | 27 de julio |
| Sportivo Italiano    | 3 - 0 | Villa San Carlos     | Estudiantes (BA)              | 27 de julio |
| Brown de Adrogué     | 2 - 0 | Colegiales           | Brown de Adrogué              | 27 de julio |
| Central Argentino    | 3 - 2 | Defensores Unidos    | Central Argentino             | 27 de julio |
| Argentino de Rosario | 2 - 1 | Sarmiento de Junín   | José Martín Olaeta            | 27 de julio |

| El Porvenir          | 2 - 0 | Colegiales           | Enrique De Roberts     | 3 de agosto |
| Villa San Carlos     | 4 - 3 | Central Argentino    | Genacio Sálice         | 3 de agosto |
| Deportivo Español    | 0 - 3 | Sportivo Italiano    | Tomás Adolfo Ducó      | 3 de agosto |
| Fénix                | 1 - 3 | Excursionistas       | Pampa y Miñones        | 3 de agosto |
| Deportivo Riestra    | 0 - 1 | Ferrocarril Midland  | Lacarra y Barros Pazos | 3 de agosto |
| J.J. Urquiza         | 4 - 1 | Luján                | Central Argentino      | 3 de agosto |
| Argentino de Quilmes | 1 - 0 | Villa Dálmine        | Argentino de Quilmes   | 3 de agosto |
| Deportivo Armenio    | 1 - 0 | Liniers              | Juan Pasquale          | 3 de agosto |
| Sarmiento de Junín   | 2 - 0 | Brown de Adrogué     | Eva Perón              | 4 de agosto |
| Defensores Unidos    | 2 - 1 | Argentino de Rosario | Gigante de Villa Fox   | 4 de agosto |

| Liniers              | 1 - 2 | El Porvenir          | Francisco Urbano              | 10 de agosto |
| Villa Dálmine        | 2 - 1 | Deportivo Armenio    | El Coliseo de Mitre y Puccini | 10 de agosto |
| Luján                | 1 - 4 | Argentino de Quilmes | Gigante de Villa Fox          | 10 de agosto |
| Ferrocarril Midland  | 3 - 2 | J.J. Urquiza         | Ciudad de Libertad            | 10 de agosto |
| Excursionistas       | 5 - 2 | Deportivo Riestra    | Pampa y Miñones               | 10 de agosto |
| Sportivo Italiano    | 3 - 0 | Fénix                | Estudiantes (BA)              | 10 de agosto |
| Central Argentino    | 1 - 1 | Deportivo Español    | Central Argentino             | 10 de agosto |
| Argentino de Rosario | 2 - 1 | Villa San Carlos     | José Martín Olaeta            | 10 de agosto |
| Brown de Adrogué     | 2 - 1 | Defensores Unidos    | Brown de Adrogué              | 10 de agosto |
| Colegiales           | 1 - 3 | Sarmiento de Junín   | Malaver y Posadas             | 10 de agosto |

| El Porvenir          | 0 - 2 | Sarmiento de Junín   | Enrique De Roberts     | 15 de agosto |
| Villa San Carlos     | 5 - 2 | Brown de Adrogué     | Genacio Sálice         | 15 de agosto |
| Deportivo Español    | 0 - 0 | Argentino de Rosario | Tomás Adolfo Ducó      | 15 de agosto |
| Fénix                | 4 - 0 | Central Argentino    | Pampa y Miñones        | 15 de agosto |
| Deportivo Riestra    | 1 - 2 | Sportivo Italiano    | Lacarra y Barros Pazos | 15 de agosto |
| J.J. Urquiza         | 0 - 0 | Excursionistas       | Central Argentino      | 15 de agosto |
| Argentino de Quilmes | 4 - 0 | Ferrocarril Midland  | Argentino de Quilmes   | 15 de agosto |
| Deportivo Armenio    | 2 - 3 | Luján                | Juan Pasquale          | 15 de agosto |
| Liniers              | 2 - 3 | Villa Dálmine        | Francisco Urbano       | 15 de agosto |
| Defensores Unidos    | 0 - 0 | Colegiales           | Gigante de Villa Fox   | 17 de agosto |

| Villa Dálmine        | 2 - 0 | El Porvenir          | El Coliseo de Mitre y Puccini | 24 de agosto |
| Luján                | 1 - 0 | Liniers              | Municipal de Luján            | 24 de agosto |
| Ferrocarril Midland  | 0 - 3 | Deportivo Armenio    | Ciudad de Libertad            | 24 de agosto |
| Excursionistas       | 1 - 0 | Argentino de Quilmes | Pampa y Miñones               | 24 de agosto |
| Sportivo Italiano    | 2 - 0 | J.J. Urquiza         | Guido y Spano                 | 24 de agosto |
| Central Argentino    | 2 - 2 | Deportivo Riestra    | Central Argentino             | 24 de agosto |
| Argentino de Rosario | 0 - 0 | Fénix                | José Martín Olaeta            | 24 de agosto |
| Brown de Adrogué     | 1 - 0 | Deportivo Español    | Brown de Adrogué              | 24 de agosto |
| Colegiales           | 1 - 1 | Villa San Carlos     | Malaver y Posadas             | 24 de agosto |
| Sarmiento de Junín   | 6 - 0 | Defensores Unidos    | Eva Perón                     | 24 de agosto |

| El Porvenir          | 2 - 1 | Defensores Unidos    | Enrique De Roberts            | 31 de agosto |
| Villa San Carlos     | 1 - 4 | Sarmiento de Junín   | Genacio Sálice                | 31 de agosto |
| Deportivo Español    | 2 - 0 | Colegiales           | Olavarría y Luna              | 31 de agosto |
| Fénix                | 1 - 1 | Brown de Adrogué     | Pampa y Miñones               | 31 de agosto |
| Deportivo Riestra    | 1 - 1 | Argentino de Rosario | Lacarra y Barros Pazos        | 31 de agosto |
| J.J. Urquiza         | 1 - 2 | Central Argentino    | Central Argentino             | 31 de agosto |
| Argentino de Quilmes | 1 - 1 | Sportivo Italiano    | Argentino de Quilmes          | 31 de agosto |
| Deportivo Armenio    | 1 - 0 | Excursionistas       | Juan Pasquale                 | 31 de agosto |
| Liniers              | 2 - 0 | Ferrocarril Midland  | Nueva Chicago                 | 31 de agosto |
| Villa Dálmine        | 2 - 1 | Luján                | El Coliseo de Mitre y Puccini | 31 de agosto |

| Luján                | 2 - 1 | El Porvenir          | Municipal de Luján   | 7 de septiembre |
| Ferrocarril Midland  | 0 - 1 | Villa Dálmine        | Ciudad de Libertad   | 7 de septiembre |
| Excursionistas       | 3 - 1 | Liniers              | Pampa y Miñones      | 7 de septiembre |
| Sportivo Italiano    | 1 - 0 | Deportivo Armenio    | Guido y Spano        | 7 de septiembre |
| Central Argentino    | 1 - 1 | Argentino de Quilmes | Central Argentino    | 7 de septiembre |
| Argentino de Rosario | 5 - 1 | J.J. Urquiza         | José Martín Olaeta   | 7 de septiembre |
| Brown de Adrogué     | 0 - 0 | Deportivo Riestra    | Brown de Adrogué     | 7 de septiembre |
| Colegiales           | 0 - 0 | Fénix                | Malaver y Posadas    | 7 de septiembre |
| Sarmiento de Junín   | 2 - 0 | Deportivo Español    | Eva Perón            | 7 de septiembre |
| Defensores Unidos    | 3 - 0 | Villa San Carlos     | Gigante de Villa Fox | 8 de septiembre |

| El Porvenir          | 2 - 1 | Villa San Carlos     | Enrique De Roberts            | 14 de septiembre |
| Deportivo Español    | 3 - 3 | Defensores Unidos    | Olavarría y Luna              | 14 de septiembre |
| Fénix                | 2 - 1 | Sarmiento de Junín   | Pampa y Miñones               | 14 de septiembre |
| Deportivo Riestra    | 2 - 2 | Colegiales           | Lacarra y Barros Pazos        | 14 de septiembre |
| J.J. Urquiza         | 0 - 0 | Brown de Adrogué     | Central Argentino             | 14 de septiembre |
| Argentino de Quilmes | 0 - 0 | Argentino de Rosario | Argentino de Quilmes          | 14 de septiembre |
| Deportivo Armenio    | 2 - 1 | Central Argentino    | Juan Pasquale                 | 14 de septiembre |
| Liniers              | 0 - 1 | Sportivo Italiano    | Nueva Chicago                 | 14 de septiembre |
| Villa Dálmine        | 1 - 2 | Excursionistas       | El Coliseo de Mitre y Puccini | 14 de septiembre |
| Luján                | 2 - 1 | Ferrocarril Midland  | Municipal de Luján            | 14 de septiembre |

| Ferrocarril Midland  | 3 - 3 | El Porvenir          | Ciudad de Libertad   | 21 de septiembre |
| Excursionistas       | 3 - 0 | Luján                | Pampa y Miñones      | 21 de septiembre |
| Sportivo Italiano    | 1 - 2 | Villa Dálmine        | Estudiantes (BA)     | 21 de septiembre |
| Central Argentino    | 1 - 0 | Liniers              | Central Argentino    | 21 de septiembre |
| Argentino de Rosario | 1 - 0 | Deportivo Armenio    | José Martín Olaeta   | 21 de septiembre |
| Brown de Adrogué     | 3 - 2 | Argentino de Quilmes | Brown de Adrogué     | 21 de septiembre |
| Colegiales           | 3 - 2 | J.J. Urquiza         | Malaver y Posadas    | 21 de septiembre |
| Villa San Carlos     | 3 - 0 | Deportivo Español    | Genacio Sálice       | 21 de septiembre |
| Sarmiento de Junín   | 3 - 0 | Deportivo Riestra    | Eva Perón            | 22 de septiembre |
| Defensores Unidos    | 1 - 1 | Fénix                | Gigante de Villa Fox | 22 de septiembre |

| El Porvenir          | 0 - 0 | Deportivo Español    | Enrique De Roberts            | 28 de septiembre |
| Fénix                | 3 - 0 | Villa San Carlos     | Pampa y Miñones               | 28 de septiembre |
| Deportivo Riestra    | 2 - 0 | Defensores Unidos    | Lacarra y Barros Pazos        | 28 de septiembre |
| J.J. Urquiza         | 0 - 3 | Sarmiento de Junín   | Central Argentino             | 28 de septiembre |
| Argentino de Quilmes | 1 - 1 | Colegiales           | Argentino de Quilmes          | 28 de septiembre |
| Deportivo Armenio    | 1 - 0 | Brown de Adrogué     | Juan Pasquale                 | 28 de septiembre |
| Liniers              | 0 - 1 | Argentino de Rosario | Nueva Chicago                 | 28 de septiembre |
| Villa Dálmine        | 3 - 0 | Central Argentino    | El Coliseo de Mitre y Puccini | 28 de septiembre |
| Luján                | 0 - 4 | Sportivo Italiano    | Municipal de Luján            | 28 de septiembre |
| Ferrocarril Midland  | 0 - 0 | Excursionistas       | Ciudad de Libertad            | 28 de septiembre |

| Excursionistas       | 4 - 2 | El Porvenir          | Pampa y Miñones      | 5 de octubre |
| Sportivo Italiano    | 5 - 0 | Ferrocarril Midland  | Estudiantes (BA)     | 5 de octubre |
| Central Argentino    | 4 - 2 | Luján                | Central Argentino    | 5 de octubre |
| Argentino de Rosario | 0 - 1 | Villa Dálmine        | José Martín Olaeta   | 5 de octubre |
| Brown de Adrogué     | 6 - 1 | Liniers              | Brown de Adrogué     | 5 de octubre |
| Colegiales           | 0 - 2 | Deportivo Armenio    | Malaver y Posadas    | 5 de octubre |
| Sarmiento de Junín   | 2 - 1 | Argentino de Quilmes | Eva Perón            | 5 de octubre |
| Villa San Carlos     | 1 - 2 | Deportivo Riestra    | Genacio Sálice       | 5 de octubre |
| Deportivo Español    | 1 - 0 | Fénix                | Olavarría y Luna     | 5 de octubre |
| Defensores Unidos    | 2 - 3 | J.J. Urquiza         | Gigante de Villa Fox | 6 de octubre |

| El Porvenir          | 4 - 0 | Fénix                | Enrique De Roberts            | 13 de octubre |
| Deportivo Riestra    | 2 - 4 | Deportivo Español    | Lacarra y Barros Pazos        | 13 de octubre |
| J.J. Urquiza         | 2 - 1 | Villa San Carlos     | Central Argentino             | 13 de octubre |
| Argentino de Quilmes | 3 - 3 | Defensores Unidos    | Argentino de Quilmes          | 13 de octubre |
| Deportivo Armenio    | 1 - 2 | Sarmiento de Junín   | Juan Pasquale                 | 13 de octubre |
| Liniers              | 4 - 1 | Colegiales           | Nueva Chicago                 | 13 de octubre |
| Villa Dálmine        | 3 - 1 | Brown de Adrogué     | El Coliseo de Mitre y Puccini | 13 de octubre |
| Luján                | 5 - 2 | Argentino de Rosario | Municipal de Luján            | 13 de octubre |
| Ferrocarril Midland  | 1 - 0 | Central Argentino    | Ciudad de Libertad            | 13 de octubre |
| Excursionistas       | 3 - 0 | Sportivo Italiano    | Pampa y Miñones               | 13 de octubre |

| Sportivo Italiano    | 2 - 1 | El Porvenir          | Estudiantes (BA)       | 19 de octubre |
| Central Argentino    | 2 - 2 | Excursionistas       | Central Argentino      | 19 de octubre |
| Argentino de Rosario | 3 - 1 | Ferrocarril Midland  | José Martín Olaeta     | 19 de octubre |
| Brown de Adrogué     | 1 - 0 | Luján                | Brown de Adrogué       | 19 de octubre |
| Colegiales           | 1 - 2 | Villa Dálmine        | Malaver y Posadas      | 19 de octubre |
| Villa San Carlos     | 2 - 3 | Argentino de Quilmes | Enrique De Roberts     | 19 de octubre |
| Deportivo Español    | 0 - 0 | J.J. Urquiza         | Lacarra y Barros Pazos | 19 de octubre |
| Fénix                | 3 - 1 | Deportivo Riestra    | Pampa y Miñones        | 19 de octubre |
| Sarmiento de Junín   | 2 - 0 | Liniers              | Eva Perón              | 20 de octubre |
| Defensores Unidos    | 2 - 2 | Deportivo Armenio    | Gigante de Villa Fox   | 20 de octubre |

| El Porvenir          | 4 - 2 | Deportivo Riestra    | Enrique De Roberts            | 26 de octubre |
| J.J. Urquiza         | 0 - 1 | Fénix                | Central Argentino             | 26 de octubre |
| Argentino de Quilmes | 3 - 3 | Deportivo Español    | Argentino de Quilmes          | 26 de octubre |
| Deportivo Armenio    | 3 - 1 | Villa San Carlos     | Juan Pasquale                 | 26 de octubre |
| Liniers              | 1 - 0 | Defensores Unidos    | Nueva Chicago                 | 26 de octubre |
| Villa Dálmine        | 2 - 1 | Sarmiento de Junín   | El Coliseo de Mitre y Puccini | 26 de octubre |
| Luján                | 3 - 0 | Colegiales           | Municipal de Luján            | 26 de octubre |
| Ferrocarril Midland  | 0 - 1 | Brown de Adrogué     | Ciudad de Libertad            | 26 de octubre |
| Excursionistas       | 0 - 1 | Argentino de Rosario | Pampa y Miñones               | 26 de octubre |
| Sportivo Italiano    | 2 - 0 | Central Argentino    | Estudiantes (BA)              | 26 de octubre |

| Central Argentino    | 1 - 1 | El Porvenir          | Central Argentino      | 2 de noviembre |
| Argentino de Rosario | 1 - 1 | Sportivo Italiano    | José Martín Olaeta     | 2 de noviembre |
| Brown de Adrogué     | 4 - 2 | Excursionistas       | Brown de Adrogué       | 2 de noviembre |
| Colegiales           | 1 - 1 | Ferrocarril Midland  | Malaver y Posadas      | 2 de noviembre |
| Sarmiento de Junín   | 6 - 0 | Luján                | Eva Perón              | 2 de noviembre |
| Defensores Unidos    | 3 - 0 | Villa Dálmine        | Gigante de Villa Fox   | 2 de noviembre |
| Villa San Carlos     | 3 - 3 | Liniers              | Enrique De Roberts     | 2 de noviembre |
| Deportivo Español    | 1 - 1 | Deportivo Armenio    | Nueva Chicago          | 2 de noviembre |
| Fénix                | 1 - 3 | Argentino de Quilmes | Pampa y Miñones        | 2 de noviembre |
| Deportivo Riestra    | 1 - 3 | J.J. Urquiza         | Lacarra y Barros Pazos | 2 de noviembre |

| El Porvenir          | 3 - 2 | J.J. Urquiza         | Enrique De Roberts            | 9 de noviembre |
| Argentino de Quilmes | 6 - 4 | Deportivo Riestra    | Argentino de Quilmes          | 9 de noviembre |
| Deportivo Armenio    | 7 - 1 | Fénix                | Juan Pasquale                 | 9 de noviembre |
| Liniers              | 1 - 0 | Deportivo Español    | Nueva Chicago                 | 9 de noviembre |
| Villa Dálmine        | 6 - 2 | Villa San Carlos     | El Coliseo de Mitre y Puccini | 9 de noviembre |
| Luján                | 1 - 1 | Defensores Unidos    | Municipal de Luján            | 9 de noviembre |
| Ferrocarril Midland  | 2 - 2 | Sarmiento de Junín   | Ciudad de Libertad            | 9 de noviembre |
| Excursionistas       | 3 - 0 | Colegiales           | Pampa y Miñones               | 9 de noviembre |
| Sportivo Italiano    | 2 - 0 | Brown de Adrogué     | Estudiantes (BA)              | 9 de noviembre |
| Central Argentino    | 1 - 3 | Argentino de Rosario | Central Argentino             | 9 de noviembre |

| Argentino de Rosario | 3 - 1 | El Porvenir          | José Martín Olaeta     | 16 de noviembre |
| Brown de Adrogué     | 2 - 3 | Central Argentino    | Brown de Adrogué       | 16 de noviembre |
| Colegiales           | 0 - 3 | Sportivo Italiano    | Malaver y Posadas      | 16 de noviembre |
| Sarmiento de Junín   | 3 - 1 | Excursionistas       | Eva Perón              | 16 de noviembre |
| Defensores Unidos    | 3 - 3 | Ferrocarril Midland  | Gigante de Villa Fox   | 16 de noviembre |
| Villa San Carlos     | 2 - 1 | Luján                | Enrique De Roberts     | 16 de noviembre |
| Deportivo Español    | 1 - 1 | Villa Dálmine        | Juan Pasquale          | 16 de noviembre |
| Fénix                | 2 - 1 | Liniers              | Pampa y Miñones        | 16 de noviembre |
| Deportivo Riestra    | 0 - 3 | Deportivo Armenio    | Lacarra y Barros Pazos | 16 de noviembre |
| J.J. Urquiza         | 1 - 4 | Argentino de Quilmes | Kelsey y Bonifacini    | 16 de noviembre |

| El Porvenir          | 1 - 1 | Argentino de Quilmes | Enrique De Roberts            | 23 de noviembre |
| Deportivo Armenio    | 2 - 0 | J.J. Urquiza         | Juan Pasquale                 | 23 de noviembre |
| Liniers              | 1 - 0 | Deportivo Riestra    | Nueva Chicago                 | 23 de noviembre |
| Villa Dálmine        | 1 - 1 | Fénix                | El Coliseo de Mitre y Puccini | 23 de noviembre |
| Luján                | 0 - 2 | Deportivo Español    | Municipal de Luján            | 23 de noviembre |
| Ferrocarril Midland  | 5 - 0 | Villa San Carlos     | Ciudad de Libertad            | 23 de noviembre |
| Excursionistas       | 4 - 3 | Defensores Unidos    | Pampa y Miñones               | 23 de noviembre |
| Sportivo Italiano    | 1 - 3 | Sarmiento de Junín   | Estudiantes (BA)              | 23 de noviembre |
| Central Argentino    | 1 - 1 | Colegiales           | Central Argentino             | 23 de noviembre |
| Argentino de Rosario | 1 - 1 | Brown de Adrogué     | José Martín Olaeta            | 23 de noviembre |

| Brown de Adrogué     | 2 - 3 | El Porvenir          | Brown de Adrogué       | 30 de noviembre |
| Colegiales           | 3 - 4 | Argentino de Rosario | Malaver y Posadas      | 30 de noviembre |
| Defensores Unidos    | 2 - 4 | Sportivo Italiano    | Gigante de Villa Fox   | 30 de noviembre |
| Villa San Carlos     | 1 - 1 | Excursionistas       | Genacio Sálice         | 30 de noviembre |
| Deportivo Español    | 1 - 1 | Ferrocarril Midland  | Juan Pasquale          | 30 de noviembre |
| Fénix                | 2 - 1 | Luján                | Pampa y Miñones        | 30 de noviembre |
| Deportivo Riestra    | 0 - 4 | Villa Dálmine        | Lacarra y Barros Pazos | 30 de noviembre |
| J.J. Urquiza         | 3 - 1 | Liniers              | Central Argentino      | 30 de noviembre |
| Argentino de Quilmes | 2 - 0 | Deportivo Armenio    | Argentino de Quilmes   | 30 de noviembre |
| Sarmiento de Junín   | 1 - 1 | Central Argentino    | Eva Perón              | 1 de diciembre  |

## Goleadores[7]
| Pos. | Jugador              | Jugador                | Goles | Equipo            |
| ---- | -------------------- | ---------------------- | ----- | ----------------- |
| 1    | Bandera de Argentina | Jorge Armando Sanabria | 27    | Excursionistas    |
| 2    | Bandera de Argentina | Juan Carlos Zerrillo   | 26    | Argentino (Q)     |
| 3    | Bandera de Argentina | Julio Apariente        | 24    | Sarmiento (J)     |
| 4    | Bandera de Argentina | Enrique Massei         | 23    | Sportivo Italiano |
| 5    | Bandera de Argentina | Jorge Parchonczuk      | 21    | El Porvenir       |